# 747. grenadirski polk (Wehrmacht)
747. grenadirski polk (izvirno nemško 747. Grenadier-Regiment; kratica 747. GR) je bil pehotni polk Heera v času druge svetovne vojne.

## Zgodovina
Polk je bil ustanovljen 15. oktobra 1942 za potrebe 707. pehotne divizije in uničen junija 1944 v Franciji. 